# Raymond Moisson
Pour les articles homonymes, voir Moisson.
Raymond Moisson, né le 15 juin 1863 à Meudon et mort le 2 août 1898 à Paris, est un peintre français.

## Biographie
Jacques Raymond Moisson est le fils de Frédéric Raymond Moisson, courtier d'assurance près de la Bourse de Paris, et d'Adèle Borniche.
Élève de Paul Saïn et Paul Vayson, il expose au Salon des artistes français de 1887 à 1897.
Il obtient en 1891 le prix Brizard et devient peintre officiel de la Marine en 1892.
En 1893, il épouse Alexandrine Pauline Romani, Gaston Casimir Saint-Pierre est témoin du mariage.
Il meurt à l'âge de 35 ans.

## Œuvres exposées aux Salons parisiens
- Coucher de soleil ; environs d'Avignon, au Salon de 1887
- Dans les carrières de Villeneuve (Gard), au Salon de 1888 (Toulouse)
- Dans le vallon, au Salon de 1888
- Méditerranée, au Salon de 1889
- L’Automne en Provence ; environs d'Avignon, au Salon de 1889
- Lever de lune, au Salon de 1890
- La Passerelle des Bordigues, aux Martigues (Provence), au Salon de 1890
- La Rentrée des Tartanes ; étang de Caronde, au Salon de 1891
- Tartanes désemparées ; Martigues, au Salon de 1891
- Une bastide en Provence, au Salon de 1892
- La Fin du jour, au Salon de 1892
- Le Port des Brescons ; Provence, au Salon de 1893
- L'Intérieur des Bordigues, au Salon de 1893
- La Mare aux ormes ; Provence, au Salon de 1894
- Légende bretonne, au Salon de 1896
- Après l'orage, au Salon de 1897